# Marie-Josèphe Jude
Marie-Josèphe Jude (Nizza, 25 febbraio 1968) è una pianista francese.

## Biografia
È entrata al Conservatorio di Parigi all'età di 13 anni nella classe di Aldo Ciccolini. Ha vinto il primo premio in pianoforte al concorso e il diploma di arpa all'Ecole Normale de Musique di Parigi, il primo premio per la musica da camera ed entra al terzo ciclo nella classe di Jean-Claude Pennetier.
È una delle interpreti preferite del compositore Maurice Ohana, ma funziona anche su classico e romantico. È finalista al Concorso Pianistico Internazionale Clara Haskil nel 1989 e ha ricevuto la vittoria di musica classica "New Talent" nel 1995.
È regolarmente ospite in numerosi festival.
Marie-Josèphe Jude ha inciso principalmente per l'etichetta Lyrinx, che è nota per il primo volume dell'integrale, iniziato nel 1993, delle opere per pianoforte di Brahms - cinque SuperAudio CD o CD fino ad oggi. Le sue incisioni sono state spesso premiate dalla stampa, in particolare quelle dedicate a Brahms, Mendelssohn e Clara Schumann (Lyrinx), a Dutilleux e Ohana (Harmonia Mundi) e André Jolivet (Lyrinx). Inoltre ha scritto le Danze ungheresi di Brahms in trascrizione per pianoforte a quattro mani con Jean-Francois Heisser, di cui è l'assistente al Conservatorio di Parigi.